# Iota Aquilae
Iota Aquilae (ι Aql / ι Aquilae) è una stella gigante azzurra di magnitudine 4,35 situata nella costellazione dell'Aquila. Dista 387 anni luce dal sistema solare.
Condivide il nome tradizionale di Al Thalimain con la stella Lambda Aquilae, e la parola Posterior è stata aggiunta per indicare che la stella segue Lambda nel suo movimento attraverso il cielo. Il termine Al Thalimain deriva dall'arabo الثالمين, ath-thalīmain, che significa "i due struzzi".

## Osservazione
Si tratta di una stella situata nell'emisfero celeste australe, ma molto in prossimità dell'equatore celeste; ciò comporta che possa essere osservata da tutte le regioni abitate della Terra senza alcuna difficoltà e che sia invisibile soltanto molto oltre il circolo polare artico. Nell'emisfero sud invece appare circumpolare solo nelle aree più interne del continente antartico. La sua magnitudine pari a 4,4 fa sì che possa essere scorta solo con un cielo sufficientemente libero dagli effetti dell'inquinamento luminoso.
Il periodo migliore per la sua osservazione nel cielo serale ricade nei mesi compresi fra fine giugno e novembre; da entrambi gli emisferi il periodo di visibilità rimane indicativamente lo stesso, grazie alla posizione della stella non lontana dall'equatore celeste.

## Caratteristiche fisiche
La stella è classificata come gigante azzurra, ma in realtà il suo raggio, meno di 4 volte quello solare per una massa poco più che quadrupla, indica che la stella non è una gigante ma una stella di sequenza principale, che sta cioè ancora fondendo idrogeno in elio nel suo nucleo, con un'età stimata di 140 milioni di anni.
Possiede una magnitudine assoluta di -1,01 e la sua velocità radiale negativa indica che la stella si sta avvicinando al sistema solare.
Iota Aquilae ha una compagna ottica di magnitudine 13,0, separata da 47,0 secondi d'arco da essa e con angolo di posizione di 161 gradi. Considerata la distanza è probabile che questa stella non sia gravitazionalmente legata a Iota Aquilae ma si trovi per coincidenza sulla stessa linea di vista dalla Terra.